# Bryophaenocladius thaleri
Bryophaenocladius thaleri är en tvåvingeart som beskrevs av Willassen 1996. Bryophaenocladius thaleri ingår i släktet Bryophaenocladius och familjen fjädermyggor.
Artens utbredningsområde är Italien. Inga underarter finns listade i Catalogue of Life.